# Parlamenti Rádió
Parlamenti Rádió (deutsch Parlamentsradio) ist einer von neun staatlichen ungarischen Hörfunksendern, die von der Gesellschaft Duna Média (ehemals Magyar Rádió) betrieben werden. Der Sender überträgt Sitzungen aus dem ungarischen Parlament.
Der Sitz des Senders befindet sich in der Bródy Sándor utca 5–7 im VIII. Bezirk der ungarischen Hauptstadt Budapest.

## Geschichte
Das Parlamenti Rádió wurde nach Kossuth Rádió, Petőfi Rádió, Bartók Rádió und Nemzetiségi Rádió  2007 als fünfter Radiosender des ungarischen Rundfunks unter dem damaligen Namen MR5 Parlamenti adások ins Leben gerufen.
Der Sender überträgt live sämtliche öffentlichen Sitzungen aus dem ungarischen Parlament. Außerhalb dieser Übertragungen wird ein Musikprogramm mit Jazz und jazzverwandter Musik gesendet.

## Empfang
Der Sender ist über Satellit und als Internetradio zu hören.